# Blepharella lateralis
Blepharella lateralis là một loài ruồi trong họ Tachinidae.